# Absolution
Das Wort Absolution (lat. absolvere „loslösen“, „freisprechen“) steht für Lossprechung und bedeutet die Vergebung einer Sünde nach der Beichte.

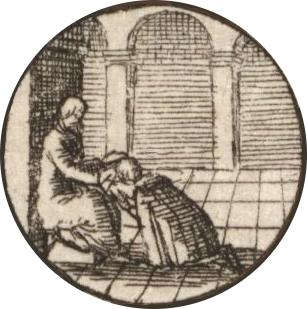
Absolution, aus der Augsburger Konfession von Wenceslaus Hollar

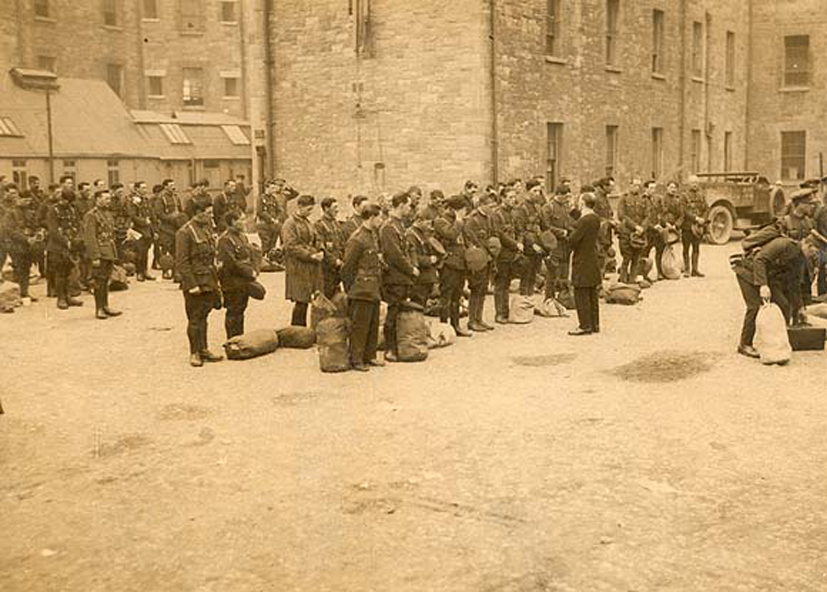
Irischer Priester erteilt Soldaten die Absolution

## Römisch-katholisches Verständnis
In der römisch-katholischen Kirche ist die Absolution bei der Einzelbeichte die sakramentale Lossprechung von den Sünden durch einen Priester, der dabei die Absolutionsformel spricht: „Gott, der barmherzige Vater, hat durch den Tod und die Auferstehung seines Sohnes die Welt mit sich versöhnt und den Heiligen Geist gesandt zur Vergebung der Sünden. Durch den Dienst der Kirche schenke er dir Verzeihung und Frieden. So spreche ich dich los von deinen Sünden im Namen des Vaters und des Sohnes und des Heiligen Geistes.“ Dabei legt der Priester dem Beichtenden die Hand auf oder streckt die Hand zum Segen aus. Mit der Absolution findet die Feier des Bußsakraments ihren Abschluss. Vorher muss der Sünder sein Tun bereuen und die ernste Absicht zur Besserung haben („guter Vorsatz“). In Todesgefahr kann der Priester ohne vorheriges Einzelbekenntnis der Sünden allen Beichtenden eine Generalabsolution erteilen. Das Einzelbekenntnis darin vergebener schwerer Sünden muss, falls der Gläubige die Notsituation übersteht, so bald wie möglich nachgeholt werden (Can. 962 CIC).
Ein an einer Sünde gegen das sechste Gebot (Ehebruch) mitschuldiger Priester kann die Person, die mit ihm Ehebruch begangen hat, nicht von dieser Sünde lossprechen. Die Absolution ist – außer in Fällen der Todesgefahr – ungültig (can. 977) und zieht für den Priester die Exkommunikation als Tatstrafe nach sich (can. 1378 § 1).

## Evangelisch-lutherisches Verständnis
In der evangelisch-lutherischen Kirche bildet die Absolution den Abschluss und Höhepunkt der Beichte. Die Sünden werden unter Handauflegung im Namen Gottes des Vaters und des Sohnes und des Heiligen Geistes ausschließlich durch den ordinierten Geistlichen nach vorheriger Reue und Bußgebet des Pönitenten (Beichtenden) vergeben (gilt zumindest für die Selbständige Evangelisch-Lutherische Kirche). Die Absolution kann entweder als Privat- oder Einzelbeichte vor einem Pfarrer beispielsweise in der Sakristei erfolgen oder aber in der Allgemeinen Beichte in einem Bußgottesdienst. Grundsätzlich wird die Beichte nur von einem ordinierten Geistlichen abgenommen. In den Gliedkirchen der VELKD kann die Beichte jedoch von jedem getauften Christen abgenommen werden, wobei der Rechtsschutz nur beauftragten Personen zukommt.
Die lutherischen Kirchen (in Anlehnung an den Großen Katechismus) verstehen die Beichte bzw. die Absolution als Rückkehr zur – oder „Wiederhineinkriechen“ in die – Taufe (reditus ad baptismum). Die Taufe ist also die unabdingbare Voraussetzung für den Empfang der Absolution. Ungetauften kann die Absolution nicht gespendet werden.
Neben der Confessio Augustana von 1530 und deren Apologie aus den Jahren 1530/1531 findet sich auch im Kleinen Katechismus Martin Luthers eine Erklärung zur Beichte und ein Ablauf eines Beichtvorganges. Luther hat zeitlebens die Beichte geachtet und sie bis zum Schluss praktiziert. (Zitat: „Die heimliche Beichte will ich mir von niemandem nehmen lassen und wollte sie nicht um der ganzen Welt Schätze geben, denn ich weiß, was Stärke und Trost sie mir gegeben hat. Ich wäre längst vom Teufel überwunden und abgewürgt worden, wenn mich diese Beichte nicht erhalten hätte.“) Aus der Beichte mit dem Höhepunkt der Sündenvergebung folgt nach lutherischem Verständnis, von der Sünde zu lassen und das Leben zu bessern.